# KL-749 Margiris (schip, 1985)
De Margiris (IMO-nummer: 8301187) is een bijna 9500 ton grote supertrawler en het op een na grootste vissersschip ter wereld. Het schip is eigendom van de Nederlandse rederij Parlevliet & Van der Plas en vaart onder Litouwse vlag.

## Beschrijving
Het casco van de Margiris werd in 1985 als vuilverbrandingsschip gebouwd op de Amerikaanse werf Tacoma Boat in Tacoma, Washington. Nadat dit bedrijf in financiële problemen was gekomen, werd de verdere bouw stilgelegd. Uiteindelijk is het schip afgebouwd als trawler bij Mjellem & Karlsen in de Noorse havenstad Bergen en daar in 1997 tewatergelaten als de Apollo Two. Vervolgens droeg het schip de namen Siberian Enterprise, Atlantic Star en Annelies Ilena, tot het in 2006 de naam Margiris kreeg.
De vriestrawler kwam in 2012 in het nieuws vanwege plannen om er voor de zuidkust van Australië 18.000 ton horsmakreel en redbait mee te vangen. Dit leidde tot protesten, onder meer van Greenpeace. Ook Australische milieugroeperingen voerden actie tegen de komst van het schip en in het Australische parlement werden er vragen over gesteld. De federale regering kondigde daarna wetgeving aan, waarbij het vissen met supertrawlers in Australische wateren voorlopig werd verboden, in afwachting van de resultaten van nader wetenschappelijk onderzoek naar de effecten daarvan op de visstand en het zeemilieu. De plannen met de Margiris - inmiddels omgedoopt tot Abel Tasman - konden daardoor niet doorgaan.